# Cisze
Cisze est une localité polonaise de la voïvodie de Grande-Pologne et du powiat de Chodzież.
De 1975 à 1998, la localité a administrativement fait partie de la voïvodie de Piła.